# Salwador na Letnich Igrzyskach Olimpijskich 2000
Salwador na Letnich Igrzyskach Olimpijskich 2000 reprezentowało 8 zawodników, 4 mężczyzn i 4 kobiety.

## Skład kadry

### Judo
- Miguel Antonio Moreno

### Kolarstwo
- Maureen Kaila

### Lekkoatletyka
- Edgardo Antonio Serpas – bieg na 100 m mężczyzn (odpadł w 1 rundzie eliminacji)
- Ivis Haydee Martinez – chód na 20 km kobiet (34. miejsce)

### Łucznictwo
- Cristobal Antonio Merlos – indywidualnie (55. miejsce)

### Pływanie
- Francisco Suriano – 100 m stylem klasycznym mężczyzn (odpadł w eliminacjach)
- Francisco Suriano – 200 m stylem klasycznym mężczyzn (odpadł w eliminacjach)

### Podnoszenie ciężarów
- Eva María Dimas – kategoria do 69 kg kobiet (12. miejsce)

### Strzelectwo
- Luisa Cristina Maida